# Elkosz
Elkosz (hebr. אלקוש; ang. Elqosh, lub także Elkosh) – moszaw położony w Samorządzie Regionu Ma’ale Josef, w Dystrykcie Północnym, w Izraelu.

## Położenie
Moszaw Elkosz jest położony na wysokości 638 metrów n.p.m. w północnej części Górnej Galilei. Leży na zachodnich zboczach góry Har Matat (840 m n.p.m.). Na północ od osady przepływa strumień Biranit, za którym wznosi się góra Har Biranit (780 m n.p.m.). Na wschodzie jest położona góra Har Adir (1008 m n.p.m.). Po stronie wschodniej i południowej przebiega wadi strumienia Keziw, natomiast na zachodzie przepływa strumień Zavit. Okoliczne wzgórza są zalesione. W odległości 3 km na północny wschód od moszawu przebiega granica Libanu. W otoczeniu moszawu Elkosz znajdują się miasto Ma’alot-Tarszicha, miejscowości Fassuta i Churfeisz, moszawy Netu’a, Curi’el i Chosen, oraz wioski komunalne Mattat i Abbirim. Na górze Har Biranit znajduje się baza wojskowa Biranit, będąca siedzibą 91 Dywizji Terytorialnej Galil. Na górze Har Adir jest położona wojskowa baza obserwacyjna i telekomunikacyjna Północnego Dowództwa.

### Podział administracyjny
Elkosz jest położony w Samorządzie Regionu Ma’ale Josef, w Poddystrykcie Akka, w Dystrykcie Północnym Izraela.

## Demografia
Stałymi mieszkańcami moszawu są wyłącznie Żydzi. Tutejsza populacja jest mieszana, zarówno świecka jak i religijna:

Źródło danych: Central Bureau of Statistics.

## Historia
Pierwotnie w miejscu tym znajdowała się arabska wioska Dajr al-Kasi. W wyniku I wojny światowej cała Palestyna przeszła pod panowanie Brytyjczyków, którzy utworzyli Brytyjski Mandat Palestyny. Przyjęta 29 listopada 1947 roku Rezolucja Zgromadzenia Ogólnego ONZ nr 181 przyznała obszar wioski Dajr al-Kasi państwu arabskiemu. Podczas wojny domowej w Mandacie Palestyny w rejonie wioski stacjonowały siły Arabskiej Armii Wyzwoleńczej, które paraliżowały żydowską komunikację w całej Galilei. Podczas I wojny izraelsko-arabskiej w październiku 1948 roku Izraelczycy przeprowadzili operację „Hiram”, w trakcie której w dniu 30 października zajęli wioskę Dajr al-Kasi. Jej mieszkańcy zostali wysiedleni, a następnie wyburzono domy. Część mieszkańców powróciła po wojnie, i została ponownie wysiedlona w dniu 27 maja 1949 roku. Współczesny moszaw został założony w czerwcu 1949 roku przez imigrantów z Jemenu. Początkowo zamieszkiwali oni w namiotach rozbitych w opuszczonej arabskiej wiosce. Dopiero później przystąpiono do budowy nowych domów. W kolejnych latach osiedlili się tutaj imigranci z Kurdystanu. Istnieją plany rozbudowy moszawu.

### Nazwa
Nazwa moszawu nawiązuje do biblijnego miasta Elkosz.

## Edukacja
Moszaw utrzymuje przedszkole. Starsze dzieci są dowożone do szkoły podstawowej w moszawie Me’ona lub szkoły średniej przy kibucu Kabri.

## Kultura i sport
W moszawie znajduje się ośrodek kultury z biblioteką. Z obiektów sportowych jest boisko do koszykówki.

## Infrastruktura
W moszawie jest przychodnia zdrowia, sklep wielobranżowy, synagoga oraz warsztat mechaniczny.

## Turystyka
Okoliczne tereny Górnej Galilei są atrakcyjnym obszarem do turystyki pieszej. W pobliżu jest położony rezerwat przyrody strumienia Keziw. W moszawie istnieje możliwość wynajęcia noclegu.

## Gospodarka
Gospodarka moszawu opiera się na drobnym rolnictwie - głównie uprawa oliwek. Część mieszkańców dojeżdża do pracy w pobliskich strefach przemysłowych.

## Transport
Z moszawu wyjeżdża się na północ, południe i zachód na drogę nr 8944, którą jadąc na północ dojeżdża się do skrzyżowania z drogą nr 8925 (prowadzi na północny zachód do miejscowości Fassuta) lub dalej do skrzyżowania z drogą nr 899 przy bazie wojskowej Biranit. Natomiast jadąc drogą nr 8944 na południe dojeżdża się do drogi nr 89, między miejscowością Churfeisz a moszawem Curi’el.